# Sicardis de Montsoriu
Sicardis de Montsoriu   ( - 1103 (Gregorià)) va ser una dama catalana dels inicis de la Baixa edat mitjana, senyora de Lloret de Mar.

## Orígens familiars
Sicardis era filla d'Amat de Montsoriu i Sança. Era doncs, pertanyent al llinatge dels Montsoriu, vescomtes de Girona.
|  |                          |  |  |  |  |  |  |  |  |  |  |  |  |  |  |  |
|  | 8. Guinguís              |  |  |  |  |  |  |  |  |  |  |  |  |  |  |  |
|  |                          |  |  |  |  |  |  |  |  |  |  |  |  |  |  |  |
|  |                          |  |  |  |  |  |  |  |  |  |  |  |  |  |  |  |
|  | 4. Sunifred              |  |  |  |  |  |  |  |  |  |  |  |  |  |  |  |
|  |                          |  |  |  |  |  |  |  |  |  |  |  |  |  |  |  |
|  |                          |  |  |  |  |  |  |  |  |  |  |  |  |  |  |  |
|  | 9. Jerosòlima Gudrielda  |  |  |  |  |  |  |  |  |  |  |  |  |  |  |  |
|  |                          |  |  |  |  |  |  |  |  |  |  |  |  |  |  |  |
|  |                          |  |  |  |  |  |  |  |  |  |  |  |  |  |  |  |
|  | 2. Amat de Montsoriu     |  |  |  |  |  |  |  |  |  |  |  |  |  |  |  |
|  |                          |  |  |  |  |  |  |  |  |  |  |  |  |  |  |  |
|  |                          |  |  |  |  |  |  |  |  |  |  |  |  |  |  |  |
|  | 5. Aurúcia               |  |  |  |  |  |  |  |  |  |  |  |  |  |  |  |
|  |                          |  |  |  |  |  |  |  |  |  |  |  |  |  |  |  |
|  |                          |  |  |  |  |  |  |  |  |  |  |  |  |  |  |  |
|  | 1. Sicardis de Montsoriu |  |  |  |  |  |  |  |  |  |  |  |  |  |  |  |
|  |                          |  |  |  |  |  |  |  |  |  |  |  |  |  |  |  |
|  |                          |  |  |  |  |  |  |  |  |  |  |  |  |  |  |  |
|  | 3. Sança                 |  |  |  |  |  |  |  |  |  |  |  |  |  |  |  |
|  |                          |  |  |  |  |  |  |  |  |  |  |  |  |  |  |  |
|  |                          |  |  |  |  |  |  |  |  |  |  |  |  |  |  |  |

## Núpcies i descendents
Es va casar amb Umbert Odó, baró del Montseny. Si bé la data no és segura, Pons i Guri la situa anterior a 1045, i Mallorquí afina fins al 1041. Del matrimoni en varen sortir 4 fills, dels quals en destaquen:
- Guillem Umbert I de Montseny, hereu de la baronia.
- Bernat Umbert, bisbe de Girona.
- Guisla Umbert, qui heretà el castell de Palafolls i es casà amb Bernat Gausfred.
- Udalard Umbert

## Fets destacats
Amb la seva germana Ermessenda, es van repartir l'herència vescomtal, quedant per a Sicardis el domini sobre la vila de Lloret de Mar a partir de 1032. Domini que no es feu efectiu fins al seu casament amb Umbert Odó, el 1041.
Des de la mort del seu marit Umbert el 1071, Sicardis va anar a residir al castell de Lloret. Sota el seu auspici, el bisbe de Girona Guifré va consagrar l'església de Sant Joan del castell de Lloret el 23 de gener de 1079. A part de les delmes concedides pel bisbe a l'església, Sicardis li va fer donatiu de diverses terres i vinyes. El mateix fet es va repetir amb la consagració de l'església de Sant Romà, actual ermita de les Alegries.

## Testament
Sicardis va fer redactar testament el mateix any de la seva mort, el 1103, des del castell de Lloret. En aquest deixava en herència a parts iguals el castell de Lloret al seu fill Bernat Umbert, aleshores bisbe de Girona, i al seu gendre Bernat Gausfred, casat amb Guisla Umbert. El testament marcava com a condició que a la mort d'aquests, el castell passés a mans de la canònica de la seu i els descendents de Gausfred. Així, la possessió del castell quedaria dividida entre el poder eclesiàstic i el seglar fins que el 1165 Bernat de Palafolls (descendent de Gausfred) va empenyorar la seva meitat del castell i la totalitat del mateix va passar a mans del bisbat de Girona.